# Bacykwarich
Bacykwarich (ros. Бацикварих) – wieś w Rosji, w Dagestanie, w rejonie gunibskim. W 2010 liczyła 3 mieszkańców, głównie Awarów.